# Mariä Geburt (Głubczyce)

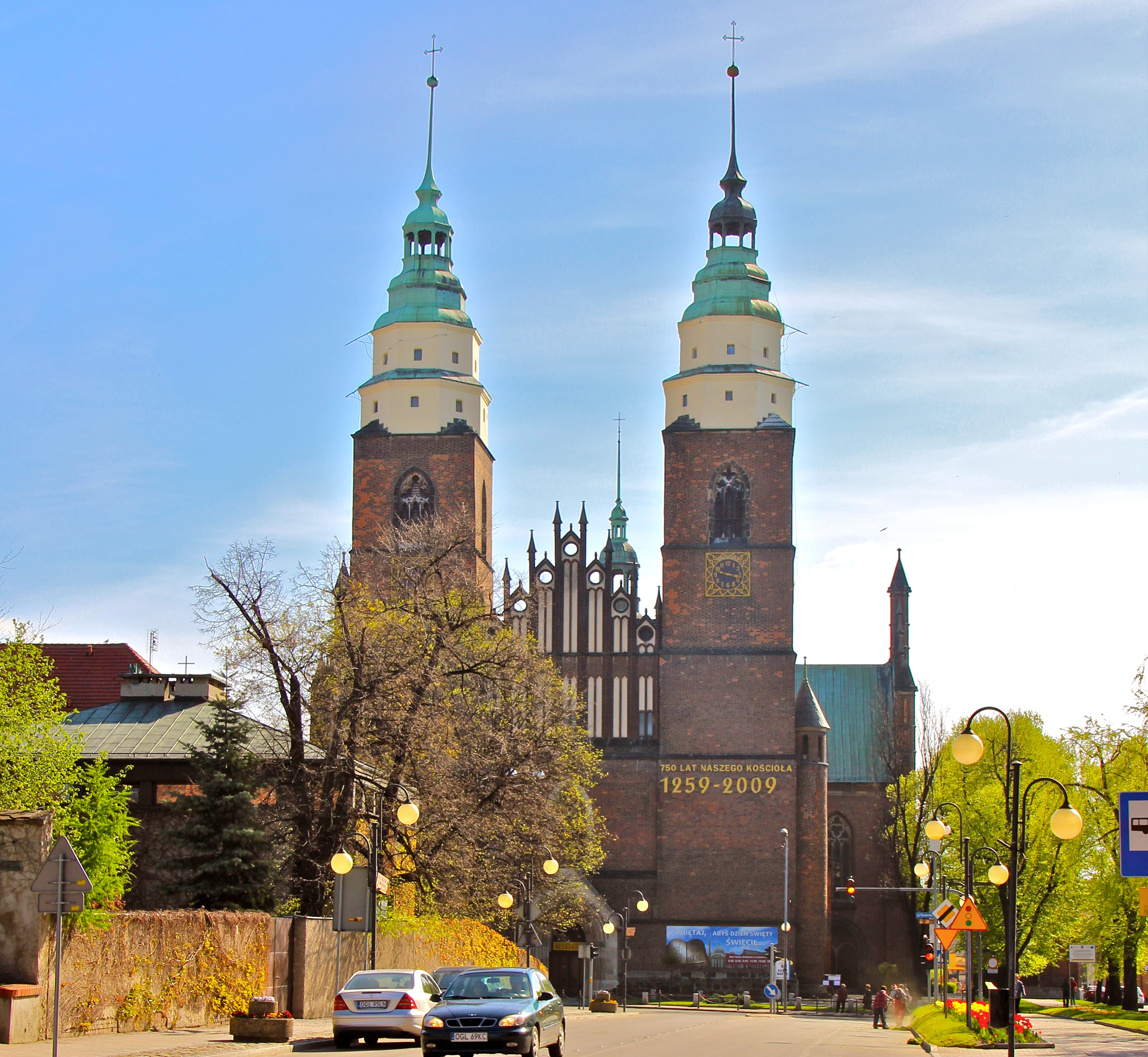
Mariä Geburt (Głubczyce)

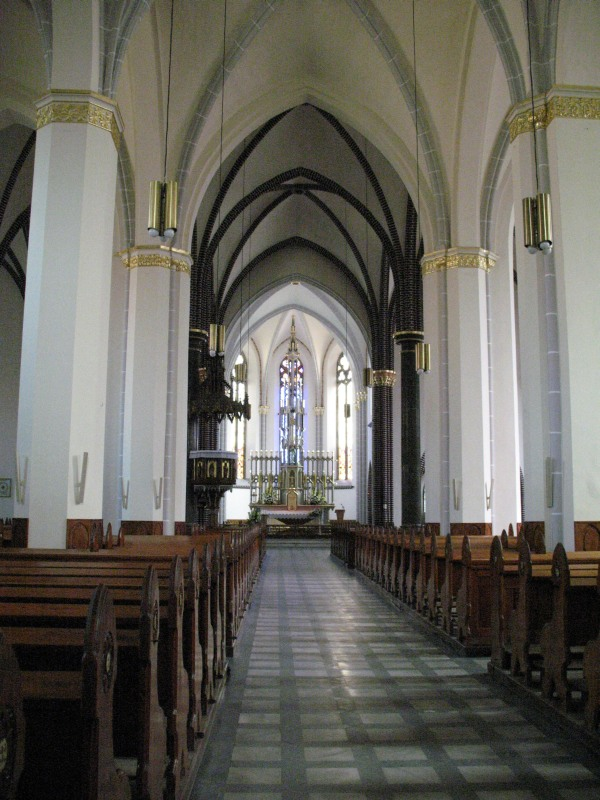
Innenansicht

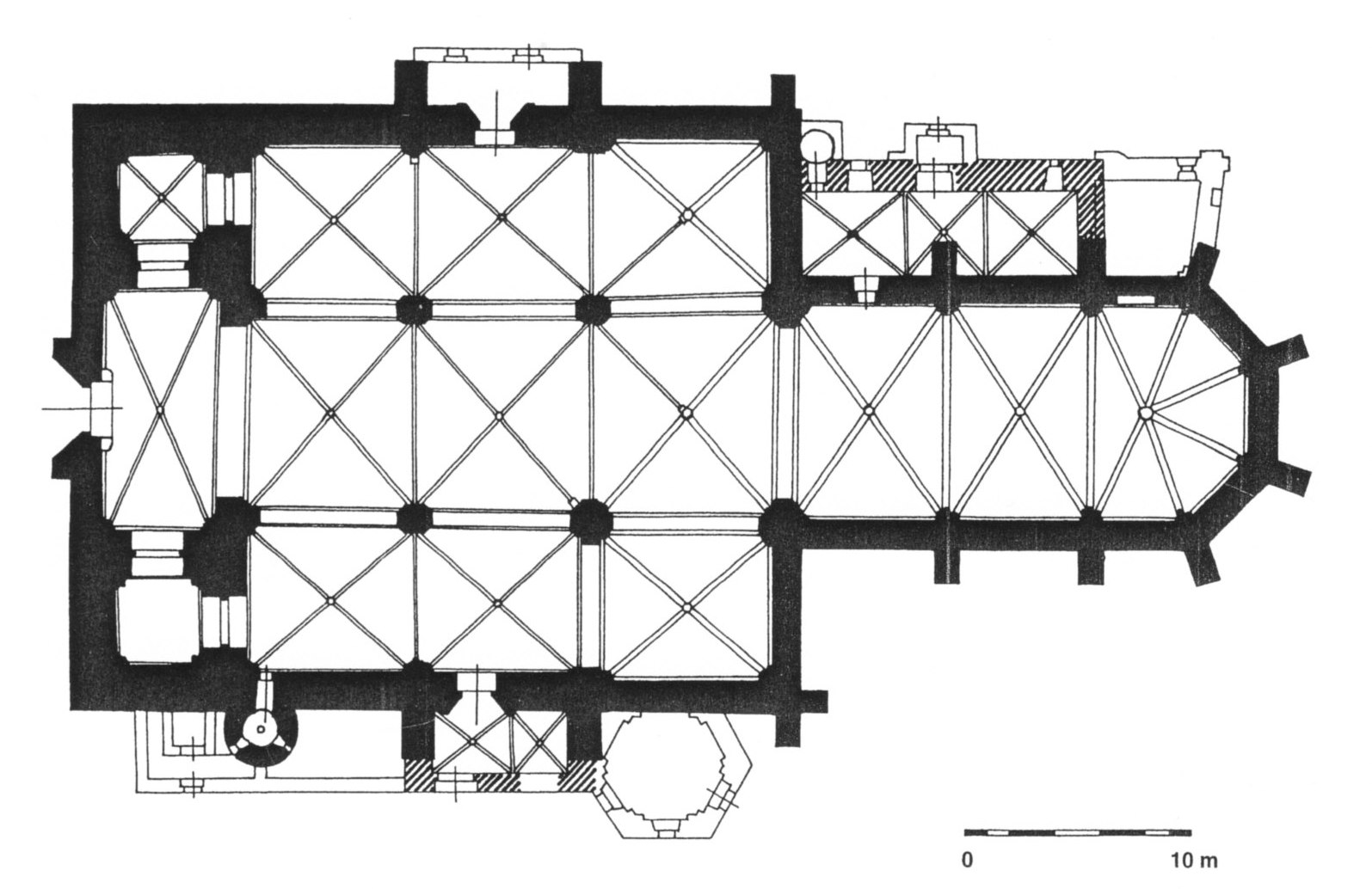
Grundriss vor dem Umbau 1903

Die Kirche Mariä Geburt (polnisch Kościół Narodzenia Najświętszej Maryi Panny w Głubczycach) in Głubczyce (deutsch Leobschütz) ist eine römisch-katholische Pfarrkirche im Dekanat Głubczyce der Diözese Opole und ein geschütztes Baudenkmal. Wegen der historischen Gegebenheiten des Herzogtums Leobschütz gehörte die Kirche bis 1972 zum Bistum Olmütz.

## Geschichte
Die Kirche wurde wahrscheinlich vor Mitte des 13. Jahrhunderts als Basilika erbaut und in den Jahren 1370–1380 zu einer dreischiffigen Hallenkirche umgebaut. Im Jahr 1535 wurde hier der erste lutherische Gottesdienst abgehalten, 1541 der letzte katholische in der Zeit der Reformation. Im Jahre 1559 wurde eine von Hans Biberlich gegossene Glocke in Gebrauch genommen (sie zerbrach 1808). In der zweiten Hälfte des 16. Jahrhunderts wurden zwei Stockwerke des Südturms aufgesetzt und an der Südseite die St. Barbara-Kapelle errichtet, in der Barbara Bieroldis 1595 beigesetzt wurde. Im Jahre 1633 kehrte der katholische Pfarrer in die Kirche zurück. Im Jahre 1679 wurde an der Stelle der Přemysliden-Burg ein einstöckiger Chor gebaut. Im Jahre 1691 wurde ein neuer Hauptaltar im Barockstil enthüllt, und Anfang des 18. Jahrhunderts wurde die Orgelempore umgebaut. Im Jahre 1766 wurde eine neue Orgel aus der Werkstatt von A. Eberhard in Betrieb genommen und 1773 wurde ein neuer steinerner Fußboden anstelle des ursprünglichen verlegt. Im Jahr 1825 wurde das heutige Pfarrhaus gebaut und ein Jahr später wurde ein neues Dach aufgesetzt. Im Jahre 1828 wurde eine Generalrenovierung durchgeführt, und in den Jahren 1830–1831 wurde der Friedhof auf dem Kirchplatz entfernt und eine neue Orgel aus der örtlichen Werkstatt von M. Haas in die Kirche eingebaut. Im Jahr 1871 wurde eine alte Uhr aus dem Rathaus auf den Kirchturm versetzt. In den Jahren 1903 bis 1907 wurde das Gebäude nach einem Entwurf von Max Hasak umgebaut und 1911 vom Olmützer Erzbischof Franziskus von Sales Bauer eingeweiht. Dabei wurden unter anderem ein zweischiffiges Querschiff mit Chor unter Verwendung der ursprünglichen Dienste und Rippen angebaut und das Bauwerk im Innern neu ausgestattet.

## Architektur
Die Westtürme auf quadratischem Grundriss sind mit barocken Schweifhauben und Laternen abgeschlossen, der nördliche wurde 1826 nach dem Vorbild des südlichen Turms erbaut und in den Jahren 1903–1907 aufgestockt und ergänzt.
Drei frühgotische Steinportale vom Ende des 13. Jahrhunderts erschließen die Kirche im Westen. Der Staffelgiebel mit Blendengliederung und Fialen stammt von der Restaurierung in den Jahren 1903–1907. Die Satteldächer und das Strebewerk wurden teilweise in den Jahren 1903–1907 umgestaltet. Das frühgotische dreischiffige Langhaus auf quadratischem Grundriss (in der Art eines Westfälischen Quadrats) ist mit einer Vorhalle am Eingang versehen und wird von Spitzbogenarkaden auf Pfeilern gegliedert, davon sind die östlichen Halbpfeiler des ehemaligen Triumphbogens auf vierblättrigem Grundriss gestaltet und von Diensten umstellt. Der Chor ist einschiffig und endet in einem polygonalen Dreiachtelschluss.
Einige Grabmäler und Inschrifttafeln stammen aus der Zeit der Renaissance und erinnern an Matthias Bieroldis († 1595), Martin Kinner († 1597) und zwei an Georg Schilter († 1613).
Die übrige Ausstattung und Ausgestaltung stammt zumeist aus der Zeit um 1907. Die Orgel aus dem Jahr 1907 mit 56 Registern auf drei Manualen und Pedal ist das Werk Nr. 1422 der Orgelbauwerkstatt der Firma Gebrüder Rieger in Krnov.